# ...e alla fine lo chiamarono Jerusalem l'implacabile (Padella calibro 38)
...e alla fine lo chiamarono Jerusalem l'implacabile (Padella calibro 38) è un film del 1972 diretto da Toni Secchi.

## Trama
Billy Bronson e suo figlio Jessie detto Jerusalem sono incaricati dallo sceriffo di Courtney del trasferimento di due casse d'oro destinate al generale sudista Briscott.

## Produzione
Il film fu girato nei teatri di posa Elios Film e a Cinecittà a Roma. Alcune riprese in natura furono girate nel pianoro carsico di Camposecco nel comune di Camerata Nuova (Roma).

## Colonna sonora
Il brano principale del film When Spring is in the Air di Franco Micalizzi è eseguito dal cantante Annibale Giannarelli con lo pseudonimo David King.

## Critica
(Segnalazioni Cinematografiche)